# غلمي بالا
غلمي بالا (بالفارسية: گلمی بالا) هي قرية تقع في قسم سنغ بست الريفي في إيران. يقدر عدد سكانها بـ 37 نسمة بحسب إحصاء 2016.